# Kasimir Kaskisuo
Kasimir Kaskisuo, född 2 oktober 1993 i Esbo, Finland, är en finländsk ishockeymålvakt som varit kontrakterad till Nashville Predators i NHL och även spelat för deras farmarlag Milwaukee Admirals i AHL. 
Han har tidigare spelat på NHL-nivå för Toronto Maple Leafs och på lägre nivåer för Toronto Marlies och Chicago Wolves i AHL; Orlando Solar Bears i ECHL; Minnesota Duluth Bulldogs i National Collegiate Athletic Association (NCAA) och Minnesota Wilderness i North American Hockey League (NAHL).
Kaskisuo blev aldrig NHL-draftad.
Idag spelar han för Leksands IF i SHL som han skrivit på med två år för.